# Епархия Джуббе, Сарбы и Джунии
Епархия Джуббе, Сарбы и Джунии (лат. Eparchia Ioubbensis, Sarbensis et Iuniensis Maronitarum) — епархия Маронитской католической церкви с центром в городе Джуния, Ливан. Епархия распространяет свою юрисдикцию на центральную и северную часть провинции Горный Ливан. Собственная епархия маронитского патриарха. В Джунии на горе Харисса находится статуя Пресвятой Девы Марии Ливанской, являющаяся центром паломничества для верующих Маронитской католической церкви.

## История
11 декабря 1959 года Римский папа Иоанн XXIII издал буллу «Orientalis Ecclesiae», которой учредил епархию Сарбы, выделив её из епархии Дамаска (сегодня — Архиепархия Дамаска).
4 августа 1977 года Святой Престол учредил епархию Джунии. 2 мая 1986 года Святой Престол учредил епархию Джуббе.
9 июня 1990 года епархии Джуббе и Джунии были объединены с епархией Батруна.
5 июня 1999 года к епархиям Джуббе и Джунии была присоединена епархия Сарбы и в этот же день епархия Батруна получила церковную автономность. В этот же день епархия Джуббе, Сарбы и Джунии стала собственной епархией маронитского патриарха.

## Ординарии епархии

### Епископ Сарбы
- Michael Doumith (11.12.1959 — 25.02.1989).

### Епископ Джунии
- Chucrallah Harb (4.08.1977 — 5.06.1999).

### Епископ Джуббе
- Насрулла Бутрос Сфейр (2.05.1986 — 9.06.1990).

### Епископ Джуббе, Сарбы и Батруна
- Насрулла Бутрос Сфейр (9.06.1990 — 5.06.1999).

### Епископ Джуббе, Сарбы и Джунии
- патриарх Насрулла Бутрос Сфейр (5.06.1999 — 26.02.2011);
- патриарх Бешар Бутрос Раи O.M.M.[1] (15.03.2011 — по настоящее время).

## Источник
- Annuario Pontificio, Libreria Editrice Vaticana, Città del Vaticano, 2003, ISBN 88-209-7422-3
- Bolla Orientalis Ecclesiae, AAS 52 (1960), стр. 745  (лат.)